# Andrea Gyarmati
Andrea Gyarmati (Budimpešta, 15. svibnja 1954.) je bivša mađarska plivačica.
Bila je europskom plivačkom prvakinjom 1970., a na Olimpijskim igrama u Münchenu 1972. godine osvojila je dva odličja.
Kćer je mađarskih legendarnih sportaša, vaterpolista Dezse i Éve Székely, plivačice, također olimpijske pobjednice.
Godine 1995. primljena je u Kuću slavnih vodenih sportova.